# 1-十七烷醇
1-十七烷醇是一种有机化合物，化学式为C17H36O，是一种难溶于水的脂肪醇。它可以被氧化剂氧化为1-十七醛。它和四溴化碳在DMF中加热反应，可以得到1-溴十七烷。